# Guillaume Decourt
Guillaume Decourt, né le 15 septembre 1985, est  un poète français.

## Œuvre
- La Termitière, poèmes, (préface de Frédéric Musso), Polder 151, Gros Textes, 2011
- Le Chef-d’œuvre sur la tempe, poèmes, Le Coudrier, 2013
- Un ciel soupape, poèmes, Sac à Mots, 2013
- Diplomatiques, poèmes, Passage d'encres, 2014[2],[3]
- A l'approche, poèmes, Le Coudrier, 2015
- Les Heures grecques, poèmes, Lanskine, 2015[4]
- 9 h 50 à l'Hôtel-Dieu, poèmes, Passage d'encres, 2016
- Le Cargo de Rébétika , poèmes, Lanskine, 2017
- Un gratte-ciel, des gratte-ciel, poèmes, Lanskine, 2019
- À 80 km de Monterey, poèmes, Æthalidès, 2021[5],[6].
- Le Bonjour de Christopher Graham, poèmes, Æthalidès, 2023
- Lundi propre, poèmes, La Table Ronde, 2023, Prix Max-Jacob (2024) et prix Lucette-Moreau de l'Académie française (2024)
- Un temps de fête, poèmes, La Table Ronde, 2024

## Prix et distinctions
- 2024 : Prix Max-Jacob pour son recueil Lundi propre[7]
- 2024 : Prix Lucette-Moreau de l'Académie française pour son recueil Lundi propre